# Llebrer polonès
El llebrer polonès (en polonès Chart Polski, pronunciat heart poll-ski) és una raça de gos llebrer originària de Polònia.

## Història
S'originen a Polònia, segurament a partir del llebrer asiàtic, tipus Saluki. No han estat criats des del llebrer anglès (greyhound).

## Aparença

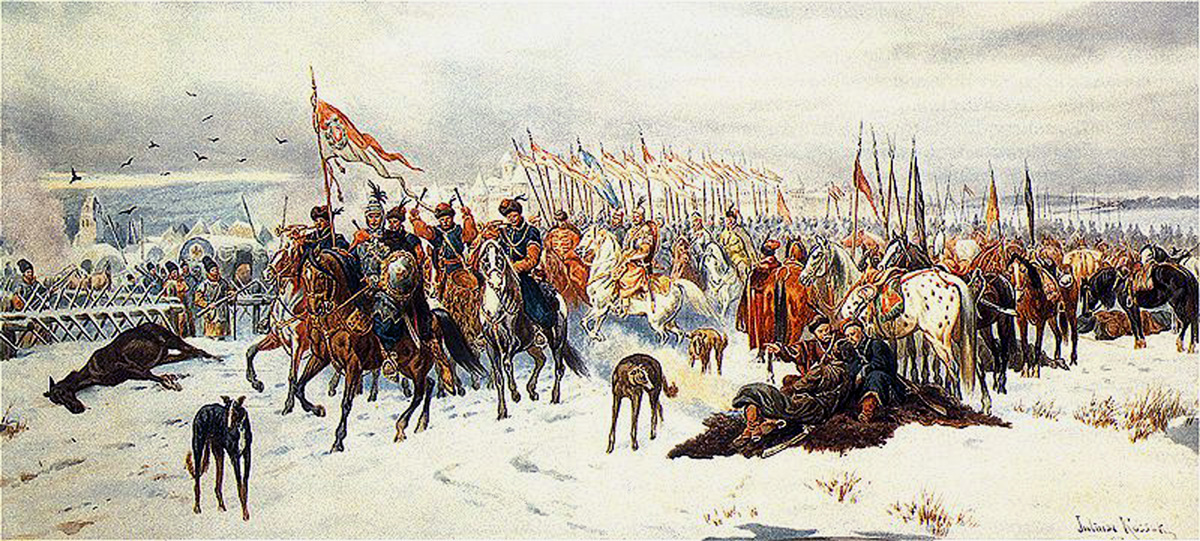
Llebrers polonesos

Aquesta raça té un pèl curt que pot ser de diferents colors; el mantell és una mica més pesat que en un llebrer anglès i es fa encara més gruixut a l'hivern.

## Temperament

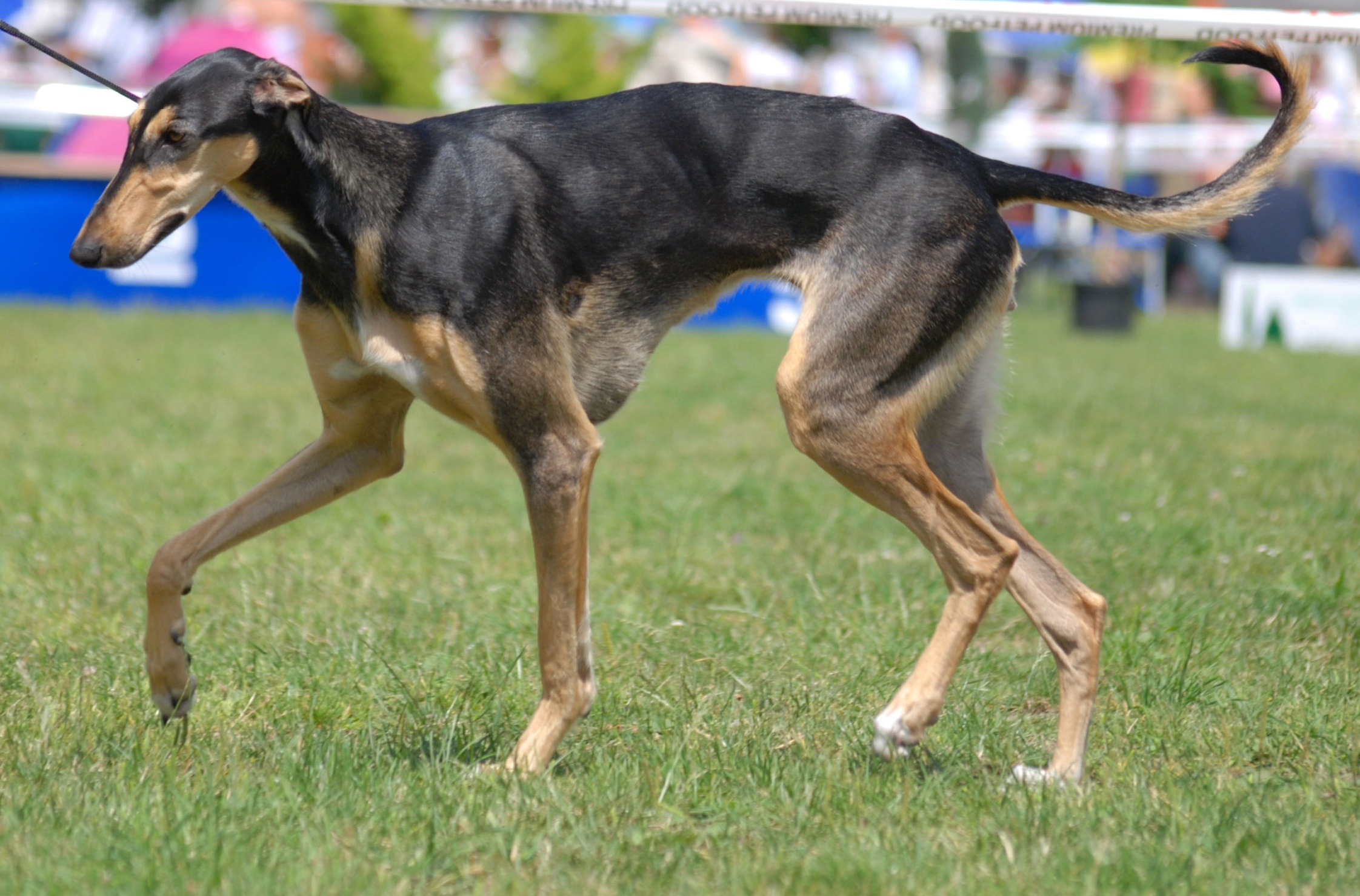
Llebrer polonès en una exposició canina.

Tenen algunes similituds amb altres llebrers com el fet que no són especialment actius, tret que tinguin una raó per ser-ho, com córrer per caçar una presa. No obstant això, té grans diferències amb els típics llebrers: poden ser molt territorials a més de molt agressius, en haver estat criats per caçar llops. Tenen un fort instint de bandada i no sempre accepten nous gossos a casa. Poden ser molt bons guardians a casa, creant llaços forts amb els seus amos, en alguns casos, aquest llaç és tan fort que no accepten persones estranyes a casa.
Gaudeixen d'un règim amb bona quantitat d'exercici, caminant diàriament per aconseguir-ho. Els encanta córrer i, si no poden utilitzar-se per a la caça (en molts llocs està prohibit per a aquesta raça), poden participar en esports com el coursing i la cursa de llebrers. En l'entretemps entre ambdues activitats el que més els agrada és estar tombats en sofàs o llits. Són obedients i fàcils d'entrenar, encara que poden ser tossuts i desobedients, no sent la millor raça per a amos novells. Necessiten una socialització primerenca i ferma i una clara orientació per part dels seus amos.

## Salut
No se li coneixen trastorns genètics. Hi ha hagut casos de càncer i algunes patologies coronàries. Viuen de 10 a 12 anys, fins a un màxim de 15.